# Richard Kadison
Richard V. Kadison (Nova Iorque, 25 de julho de 1925) é um matemático estadunidense.
Foi palestrante convidado do Congresso Internacional de Matemáticos em Nice (1970 - Mappings of operator algebras). É fellow da American Mathematical Society.